# Terrence Douglas
Terrence John Douglas (Amsterdam, 14 september 2001) is een Nederlands-Surinaams voetballer die doorgaans als verdediger speelt. Hij verruilde in 2024 NK Istra 1961 voor FC Eindhoven.

## Clubcarrière

### Ajax
Terrence Douglas speelde tot 2009 in de jeugd van AVV Zeeburgia en sindsdien in de jeugd van AFC Ajax. Hij debuteerde voor Jong Ajax in de Eerste divisie op 25 maart 2019, in de met 3-3 gelijkgespeelde thuiswedstrijd tegen Jong FC Utrecht. Hij begon in de basis en werd in de 21e minuut vervangen door Abdallah Aberkane.

### Verhuur aan FC Den Bosch
Op 31 januari 2022 werd bekend dat Douglas het seizoen 2021/22 op huurbasis afrondt bij FC Den Bosch. Hij speelde alle wedstrijden van de tweede seizoenshelft vanaf februari. Hij miste alleen de twee laatste wedstrijden door een schorsing.

### Roda JC Kerkrade
Hoewel zijn contract bij Ajax nog tot 2023 doorliep, maakte Douglas in 2022 de overstap naar Roda JC Kerkrade. Hier tekende hij een contract tot medio 2024. Hij debuteerde voor Roda op 12 augustus 2022, in de met 1-0 gewonnen thuiswedstrijd tegen zijn oude team Jong Ajax. Hij speelde in totaal 31 wedstrijden voor Roda. Na een seizoen vertrok hij naar het Kroatische NK Istra 1961.

### FC Eindhoven
Na een seizoen in Kroatië keerde Douglas terug in Nederland, bij FC Eindhoven.

## Clubstatistieken

### Beloften
| Seizoen         | Club            | Competitie      | Competitie | Competitie | Beker | Beker | Internationaal | Internationaal | Overig | Overig | Totaal | Totaal |
| Seizoen         | Club            | Competitie      | Wed.       | Dlp.       | Wed.  | Dlp.  | Wed.           | Dlp.           | Wed.   | Dlp.   | Wed.   | Dlp.   |
| --------------- | --------------- | --------------- | ---------- | ---------- | ----- | ----- | -------------- | -------------- | ------ | ------ | ------ | ------ |
| 2018/19         | Jong Ajax       | Eerste divisie  | 1          | 0          | 0     | 0     | 0              | 0              | 0      | 0      | 1      | 0      |
| 2019/20         | Jong Ajax       | Eerste divisie  | 1          | 0          | 0     | 0     | 0              | 0              | 0      | 0      | 1      | 0      |
| 2020/21         | Jong Ajax       | Eerste divisie  | 31         | 1          | 0     | 0     | 0              | 0              | 0      | 0      | 31     | 1      |
| 2021/22         | Jong Ajax       | Eerste divisie  | 11         | 1          | 0     | 0     | 0              | 0              | 0      | 0      | 11     | 1      |
| Totaal beloften | Totaal beloften | Totaal beloften | 44         | 2          | 0     | 0     | 0              | 0              | 0      | 0      | 44     | 2      |

Bijgewerkt tot en met 15 januari 2024

### Senioren
| Seizoen         | Club             | Competitie      | Competitie | Competitie | Beker | Beker | Internationaal | Internationaal | Overig | Overig | Totaal | Totaal |
| Seizoen         | Club             | Competitie      | Wed.       | Dlp.       | Wed.  | Dlp.  | Wed.           | Dlp.           | Wed.   | Dlp.   | Wed.   | Dlp.   |
| --------------- | ---------------- | --------------- | ---------- | ---------- | ----- | ----- | -------------- | -------------- | ------ | ------ | ------ | ------ |
| 2021/22         | → FC Den Bosch   | Eerste divisie  | 12         | 0          | 0     | 0     | 0              | 0              | 0      | 0      | 12     | 0      |
| 2022/23         | Roda JC Kerkrade | Eerste divisie  | 30         | 1          | 1     | 0     | 0              | 0              | 0      | 0      | 31     | 1      |
| 2023/24         | NK Istra 1961    | HNL             | 13         | 0          | 1     | 0     | 0              | 0              | 0      | 0      | 14     | 0      |
| 2024/25         | FC Eindhoven     | Eerste divisie  | 24         | 0          | 2     | 0     | 0              | 0              | 0      | 0      | 26     | 0      |
| Totaal senioren | Totaal senioren  | Totaal senioren | 79         | 1          | 4     | 0     | 0              | 0              | 0      | 0      | 83     | 1      |

Bijgewerkt tot en met 1 april 2025.